# CS Gura Humorului
Clubul Sportiv Gura Humorului este un club românesc de fotbal din orașul Gura Humorului, județul Suceava care evoluează în prezent în Liga a IV-a Suceava.
De-a lungul existenței sale, clubul a purtat mai multe denumiri, precum Unirea Gura Humorului (1952–1957), Spartak Gura Humorului (1957–1962), Foresta Gura Humorului (1962–1967), Minerul Gura Humorului (1967–2000), Arinișul Gura Humorului (2003–2005). Din anul 2005, echipa activează sub denumirea actuală de CS Gura Humorului.
Cele mai bune rezultate au fost obținute în perioada în care clubul a purtat numele Minerul, când a promovat în Divizia C în 1968 și, ulterior, în Divizia B pentru prima dată în 1976.

## Istoric
Minerul a promovat în Divizia B la sfârșitul sezonului 1981–82, câștigând Seria I sub conducerea antrenorului Ioan Monu și având ca jucători pe Andrei, Sasu, Molocea, Pantelimon, Tcaciuc, Florea, Ivan, Ene, Oancea, Armeanca, Grosaru (19 goluri), Franciuc, Hodină, Drelciuc, Bălan, Luică, Iosep, Iavorenciuc, Dascălu și Hopulete.

## Palmares
Divizia C
- Campioană (4): 1975–76, 1977–78, 1981–82, 1985–86

Liga a IV-a Suceava
- Campioană (2): 1992–93, 2008–09

## Foști antrenori
- Vasile Stancu (1980–1981)